# 法國天使
莫里斯·蒂萊特（法語：Maurice Tillet、法語發音：[mɔʁis tije]、1903年10月23日—1954年9月4日）是俄裔法國職業摔角手，以擂台名稱「法國天使」（The French Angel）或「天使」（The Angel）而聞名。蒂萊特在1940年代初期成為票房巨星，並兩度奪得由波士頓保羅·鮑瑟主辦的美國摔角協會世界重量級冠軍。
有傳聞稱，蒂萊特因其外貌特徵而成為繪本與動畫電影角色史瑞克的靈感來源。

## 生平

### 早年

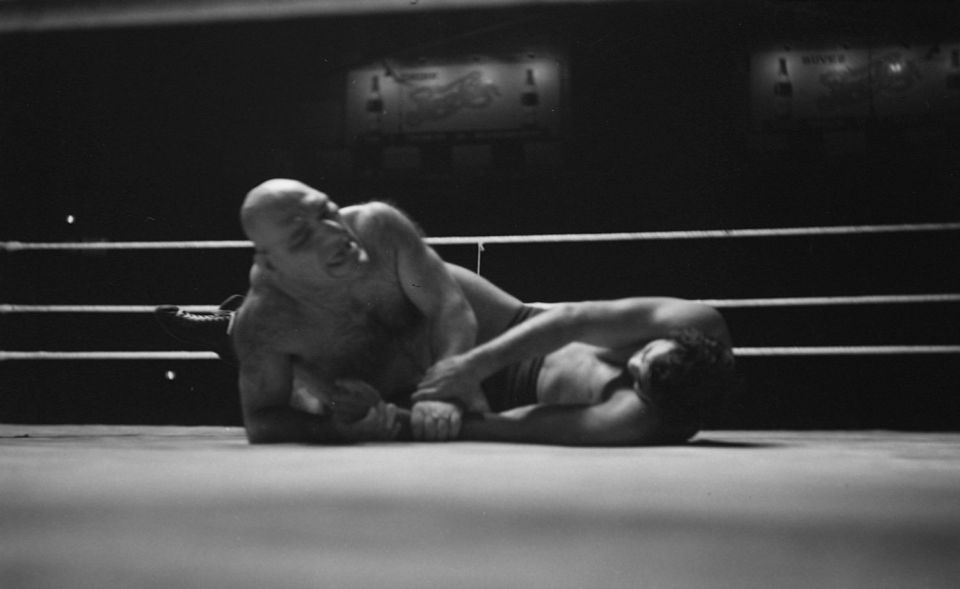
1940年，「法國天使」在拳擊場上與路·塞茲對決。

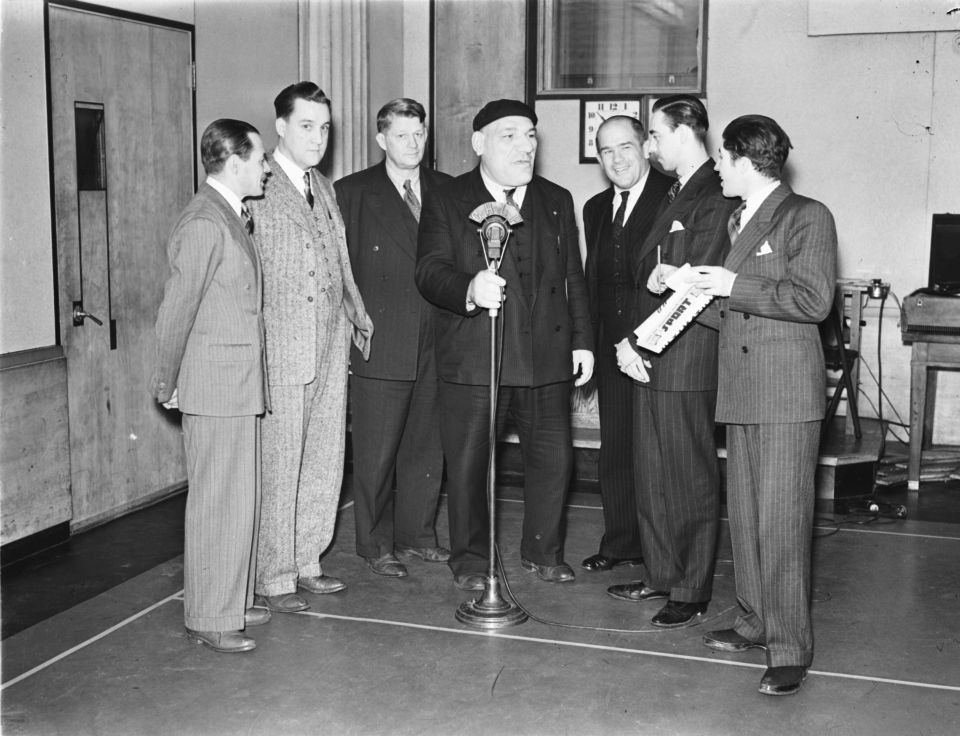
1940年，蒂萊特在蒙特婁接受採訪。

蒂萊特於1903年出生於俄羅斯帝國烏拉地區，父母皆為法國人。他的母親是一名教師，父親則是列車駕駛。蒂萊特的父親在他年幼時去世。童年時期的蒂萊特外貌完全正常，母親因他天真無邪的臉龐而給予他「天使」的綽號。1917年，因俄國革命，提耶與母親離開俄羅斯，定居於法國蘭斯。
20歲時，蒂萊特注意到自己的雙腳、雙手及頭部出現腫脹，經醫生診斷後確診為肢端肥大症，這是一種通常由腦下垂體良性肿瘤引起的疾病，導致骨骼增生和增厚。蒂萊特在圖盧茲大學取得法律學位，但由於其低沉的嗓音和外貌，他認為自己無法在法律界取得成功。隨後，他在法國海軍潛艇部隊服役五年，擔任工程師。

### 職業摔角生涯
1937年2月，蒂萊特在新加坡遇見立陶宛職業摔角選手卡爾·波耶羅，波耶洛說服提耶進入摔角界。兩人隨後前往巴黎接受訓練，蒂萊特在法國和英國摔角兩年，直到第二次世界大战爆發迫使他們於1939年前往美國。
1940年，在馬薩諸塞州波士頓，擂台推廣人保羅·鮑瑟力捧蒂萊特（當時以「法國天使」為擂台名）成為主打選手，迅速吸引大量觀眾。憑藉高人氣，蒂萊特被塑造成無敵形象，保持19個月的不敗戰績。他於1940年5月至1942年5月間奪得美國摔角協會世界重量級冠軍，並於1944年短暫重新獲得此頭銜。
隨著蒂萊特的成功，擂台出現多位模仿「天使」形象的摔角選手，包括同樣罹患肢端肥大症的保羅·奧拉夫森（瑞典天使）；托尼·安傑洛（俄羅斯天使）、托爾·約翰遜（超級瑞典天使）、傑克·拉什（加拿大天使）、弗拉迪斯拉夫·圖林（波蘭天使）、斯坦·平托（捷克天使）、克萊夫·威爾士（愛爾蘭天使）、傑克·福克（黃金天使）、吉爾·格雷羅（黑天使）及珍·諾布爾（女天使）。此奇蹟，提耶曾多次與托爾對戰。

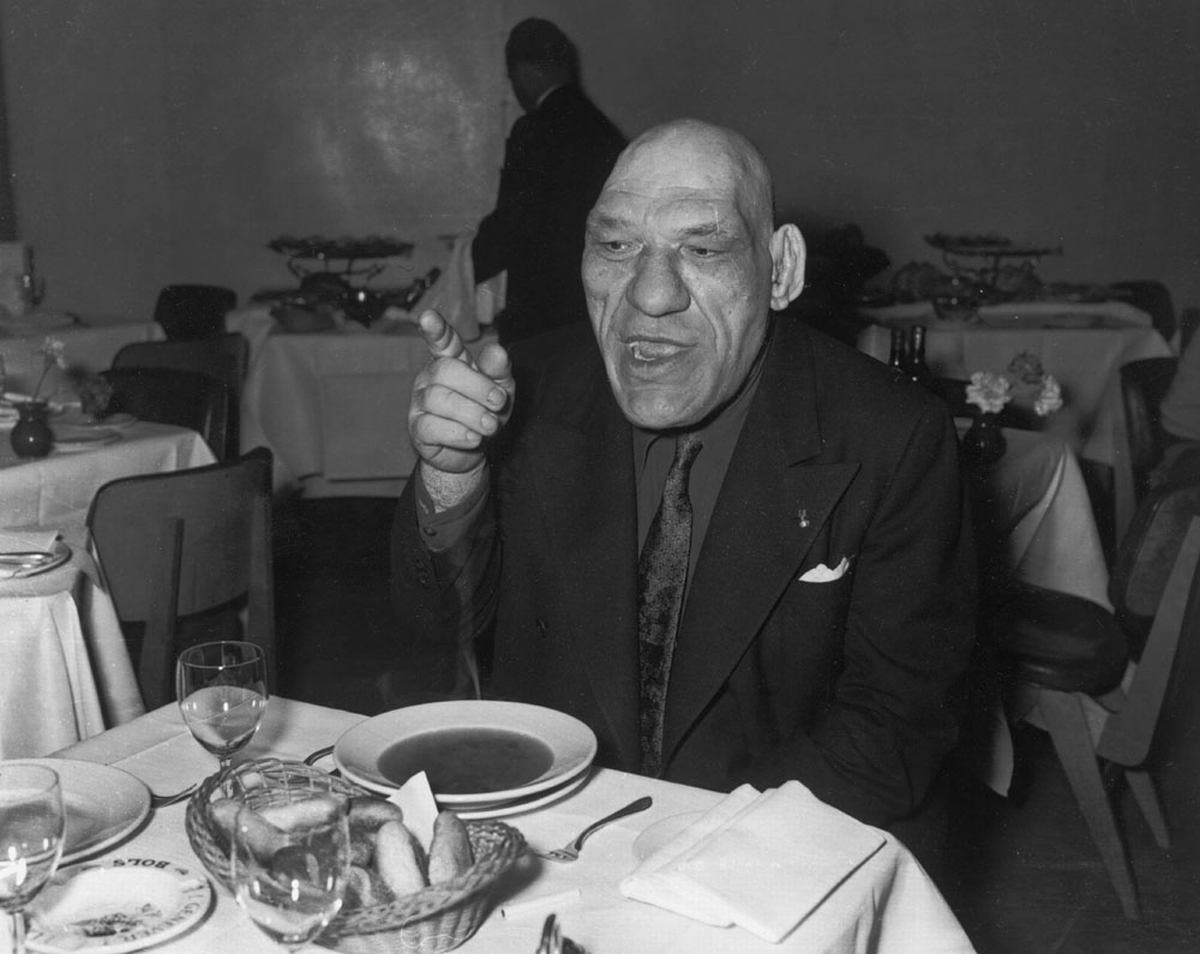
1953年的蒂萊特。

1945年後，蒂萊特的健康狀況逐漸惡化，不再被宣傳為無敵戰士。他的最後一場比賽於1953年2月14日在新加坡舉行，當時效力於由勒羅伊·麥吉克擁有的全國摔角聯盟中南區，他在比賽中同意敗給伯特·阿西拉提。
1950年，芝加哥雕塑家路易斯·林克與蒂萊特成為好友，並為紀念其摔角生涯製作了一系列石膏半身像。其中一座收藏於芝加哥國際外科科學博物館，另一座則為布魯斯•普里查德的私人收藏品。

## 逝世
1954年9月4日，提耶在伊利諾州芝加哥去世，死因為心臟病發作，據悉是在得知摯友及前訓練師波耶羅去世的消息後猝然離世。

## 冠軍和成就
- 美國摔角協會（波士頓）
  - 美國摔角協會世界重量級冠軍（英语：AWA_World_Heavyweight_Championship_(Boston_version)） (2次)
- 職業摔角名人堂（英语：Professional_Wrestling_Hall_of_Fame_and_Museum）
  - 2012年

### 書籍
- Parker, Mike. . London: Octopus. 1983. ISBN 0-7064-2145-0.

## 外部連結
- Maurice Tillet在互联网电影资料库（IMDb）上的資料（英文）
- Time magazine article from Mar 04, 1940 listing his measurements
- The Human Marvels biography （页面存档备份，存于）, J. Tithonus Pednaud